# Jean-Casimir Merson
Jean-Casimir Merson, francoski general, * 1882, † 1976.